# Tabi járás
A Tabi járás Somogy vármegyéhez tartozó járás Magyarországon 2013-tól, székhelye Tab. Területe 427,24 km², népessége 12 786 fő, népsűrűsége pedig 30 fő/km² volt 2013. elején. 2013. július 15-én egy város (Tab) és 23 község tartozott hozzá.
A Tabi járás a járások 1983. évi megszüntetése előtt is létezett, 1968-ig, és székhelye az állandó járási székhelyek kijelölése (1886) óta mindvégig Tab volt.

## Települései
| Település      | Rang (2013. július 15.) | Közös hivatal | Kistérség (2013. január 1.) | Népesség (2013. január 1.) | Terület (km²) |
| -------------- | ----------------------- | ------------- | --------------------------- | -------------------------- | ------------- |
| Tab            | járásszékhely város     | Tab           | Tabi                        | 4 430                      | 25,86         |
| Andocs         | község                  | Andocs        | Tabi                        | 1 110                      | 43,27         |
| Bábonymegyer   | község                  | Tab           | Tabi                        | 816                        | 21,93         |
| Bedegkér       | község                  | Kapoly        | Tabi                        | 430                        | 26            |
| Bonnya         | község                  | Törökkoppány  | Tabi                        | 251                        | 14,62         |
| Fiad           | község                  | Andocs        | Tabi                        | 138                        | 14,91         |
| Kánya          | község                  | Kapoly        | Tabi                        | 422                        | 14,52         |
| Kapoly         | község                  | Kapoly        | Tabi                        | 670                        | 22,37         |
| Kára           | község                  | Törökkoppány  | Tabi                        | 47                         | 5,37          |
| Kisbárapáti    | község                  | Andocs        | Tabi                        | 418                        | 28,71         |
| Lulla          | község                  | Tab           | Tabi                        | 175                        | 10,39         |
| Miklósi        | község                  | Törökkoppány  | Tabi                        | 220                        | 10,47         |
| Nágocs         | község                  | Andocs        | Tabi                        | 656                        | 22,26         |
| Sérsekszőlős   | község                  | Tab           | Tabi                        | 154                        | 6,65          |
| Somogyacsa     | község                  | Törökkoppány  | Tabi                        | 174                        | 24,46         |
| Somogydöröcske | község                  | Törökkoppány  | Tabi                        | 132                        | 10,83         |
| Somogyegres    | község                  | Kapoly        | Tabi                        | 214                        | 10,81         |
| Somogymeggyes  | község                  | Kapoly        | Tabi                        | 497                        | 15,65         |
| Szorosad       | község                  | Törökkoppány  | Tabi                        | 106                        | 6,48          |
| Tengőd         | község                  | Kapoly        | Tabi                        | 447                        | 30,21         |
| Torvaj         | község                  | Tab           | Tabi                        | 245                        | 11,42         |
| Törökkoppány   | község                  | Törökkoppány  | Tabi                        | 428                        | 25,8          |
| Zala           | község                  | Tab           | Tabi                        | 245                        | 9,24          |
| Zics           | község                  | Tab           | Tabi                        | 361                        | 15,01         |